# Achimenes hintoniana
Achimenes hintoniana är en tvåhjärtbladig växtart som beskrevs av Ram.-roa och L.E. Skog. Achimenes hintoniana ingår i släktet Achimenes och familjen Gesneriaceae. Inga underarter finns listade i Catalogue of Life.